# Seitenhalbierende

Die Seitenhalbierenden im Dreieck.
S, der Schnittpunkt der drei Seitenhalbierenden, ist der Schwerpunkt des Dreiecks. Er teilt die Seitenhalbierenden jeweils im Verhältnis 2:1.

Eine Seitenhalbierende (auch Schwerlinie oder Median) in einem Dreieck ist eine Strecke, die eine Ecke des Dreiecks mit dem Mittelpunkt der gegenüberliegenden Seite verbindet. Die Seitenhalbierenden gehören zusammen mit den Mittelsenkrechten (Streckensymmetralen), Winkelhalbierenden (Winkelsymmetralen) und den Höhen zu den klassischen Transversalen der Dreiecksgeometrie.

## Eigenschaften

### Grundeigenschaften
Die Seitenhalbierende teilt die Dreiecksfläche in zwei Dreiecke gleicher Höhe bzgl. der gemeinsamen Grundseite und damit auch gleicher Fläche. Mittels Scherung parallel zur Seitenhalbierenden lassen sich die beiden Teildreiecke unter Beibehaltung ihres Flächeninhalts in eine achsensymmetrische Form überführen. Diese Scherung lässt die Verteilung der Flächenelemente innerhalb der Teildreiecke und damit das Drehmoment der einzelnen Dreiecksflächen bezogen auf die gemeinsame Grundseite unverändert. Die drei Seitenhalbierenden eines Dreiecks sind somit Schwerlinien und schneiden sich in einem Punkt, dem so genannten Schwerpunkt des Dreiecks. Dieser teilt jede der Seitenhalbierenden im Verhältnis 2:1. Dabei ist die Strecke zwischen Schwerpunkt und Ecke länger als die Strecke zwischen Schwerpunkt und Seitenmittelpunkt.
Die Längen der zur Seite a, b und c gehörenden Seitenhalbierenden berechnet man mit:
{\displaystyle s_{a}={\frac {\sqrt {2(b^{2}+c^{2})-a^{2}}}{2}}}
{\displaystyle s_{b}={\frac {\sqrt {2(c^{2}+a^{2})-b^{2}}}{2}}}
{\displaystyle s_{c}={\frac {\sqrt {2(a^{2}+b^{2})-c^{2}}}{2}}}

### Zusätzliche Eigenschaften

#### Entstehung des Median-Dreiecks
Das aus den Seitenhalbierenden eines Dreiecks gebildete Median-Dreieck ist {\displaystyle {\tfrac {3}{4}}}-mal so groß wie das ursprüngliche Dreieck.
Diese Eigenschaft lässt sich im Wesentlichen in zwei Schritten geometrisch veranschaulichen:
- Schritt 1: Spiegelung des ursprünglichen Dreiecks am Mittelpunkt der Seite a (Figur 1).
- Schritt 2: Entstehung des aus den Seitenhalbierenden des ursprünglichen Dreiecks gebildeten neuen Dreiecks durch geeignete Scherungen von drei der vier gefärbten Teildreiecke (Figur 2).

#### Flächengleichheiten angrenzender Dreiecke
Jede der Dreiecksseiten FB, bzw. BD, bzw. DF ist gleichzeitig je eine Seitenhalbierende der Dreiecke DAB, bzw. FCD, bzw. BEF.
Hieraus folgt, dass alle vier Dreiecke ABF, FBD, CDB und EFD flächengleich sind (Figur 3).

#### Geometrische Veranschaulichungen

Entstehung des Median-Dreiecks: Punktspiegelung des ursprünglichen Dreiecks am Mittelpunkt der Seite a (Figur 1)
Entstehung des Median-Dreiecks: Neues Dreieck durch geeignete Scherungen von drei der vier gefärbten Teildreiecke (Figur 2)
Flächengleichheiten angrenzender Dreiecke (Figur 3)

## Mediane in Tetraedern

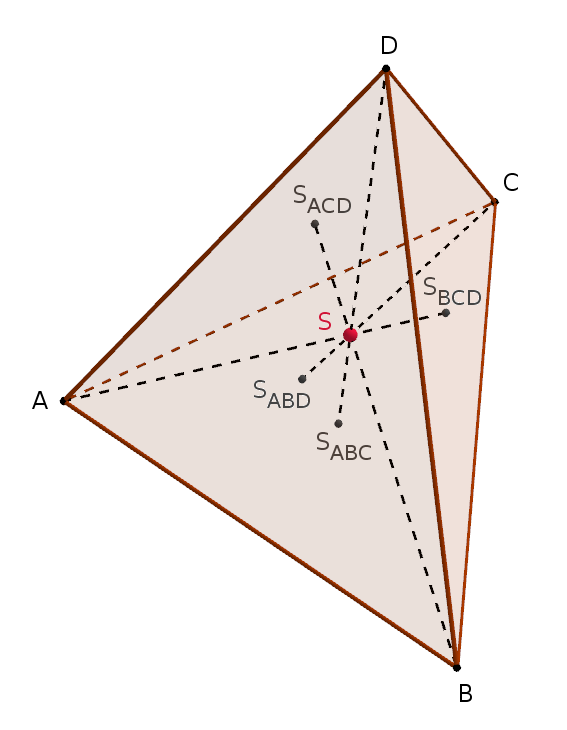
Mediane eines Tetraeders mit Schwerpunkt S

In einem Tetraeder bezeichnet man eine Strecke, die einen Eckpunkt mit dem Schwerpunkt der dem Eckpunkt gegenüberliegenden Dreiecksfläche verbindet, als Median des Tetraeders. Die vier Mediane einen Tetraeders schneiden sich in einem Punkt, dem Schwerpunkt des Tetraeders. Dieser teilt die Mediane in einem Verhältnis von 3:1 (Satz von Commandino).